# Доляни (Доній Лапаць)
44°28′ пн. ш. 16°06′ сх. д. / 44.47° пн. ш. 16.10° сх. д.
Доляни (хорв. Doljani) — населений пункт у Хорватії, у Лицько-Сенській жупанії у складі громади Доній Лапаць.

## Населення
Населення за даними перепису 2011 року становило 133 осіб.
Динаміка чисельності населення поселення:

## Клімат
Середня річна температура становить 9,49 °C, середня максимальна — 23,72 °C, а середня мінімальна — -7,35 °C. Середня річна кількість опадів — 1168 мм.
| Клімат поселення                              | Клімат поселення | Клімат поселення | Клімат поселення | Клімат поселення | Клімат поселення | Клімат поселення | Клімат поселення | Клімат поселення | Клімат поселення | Клімат поселення | Клімат поселення | Клімат поселення | Клімат поселення |
| Показник                                      | Січ.             | Лют.             | Бер.             | Квіт.            | Трав.            | Черв.            | Лип.             | Серп.            | Вер.             | Жовт.            | Лист.            | Груд.            |                  |
| Середній максимум, °C                         | 6,83             | 8,44             | 12,15            | 16,21            | 20,59            | 23,72            | 23,66            | 23,31            | 19,52            | 15,39            | 9,89             | 5,54             |                  |
| Середня температура, °C                       | −0,26            | 1,34             | 5,07             | 9,12             | 13,50            | 16,64            | 18,85            | 18,50            | 14,73            | 10,58            | 5,09             | 0,74             |                  |
| Середній мінімум, °C                          | −7,35            | −5,74            | −2,02            | 2,03             | 6,42             | 9,56             | 14,04            | 13,69            | 9,92             | 5,76             | 0,27             | −4,07            |                  |
| Норма опадів, мм                              | 84               | 84               | 91               | 100              | 90               | 90               | 73               | 79               | 108              | 120              | 138              | 111              |                  |
| Середньомісячна швидкість вітру, м/с          | 1.62             | 1.79             | 2.05             | 2.06             | 1.87             | 1.66             | 1.64             | 1.51             | 1.56             | 1.62             | 1.77             | 1.80             |                  |
| Середньомісячна сонячна радіація, кДж/м²·день | 4730             | 7410             | 11051            | 15584            | 19580            | 21842            | 23399            | 20401            | 15104            | 9653             | 5223             | 3969             |                  |
| --------------------------------------------- | ---------------- | ---------------- | ---------------- | ---------------- | ---------------- | ---------------- | ---------------- | ---------------- | ---------------- | ---------------- | ---------------- | ---------------- | ---------------- |
| Джерело:                                      |                  |                  |                  |                  |                  |                  |                  |                  |                  |                  |                  |                  |                  |